# Campeonato da NACAC de Atletismo de 2022 - Resultados
Esses foram os resultados do Campeonato da NACAC de Atletismo de 2022 que ocorreram de 19 a 21 de agosto de 2022 no Complexo Esportivo Grand Bahama, em Freeport, nas Bahamas.

## Resultado masculino

### 100 metros
Bateria – 20 de agosto
Vento:
Bateria 1: -0.9 m/s, Bateria 2: -1.5 m/s, Bateria 3: -2.0 m/s
| Posição | Bateria | Atleta            | Nacionalidade            | Tempo | Notas     |
| ------- | ------- | ----------------- | ------------------------ | ----- | --------- |
| 1       | 1       | Ackeem Blake      | Jamaica                  | 10.14 | Q         |
| 2       | 2       | Brandon Carnes    | Estados Unidos           | 10.29 | Q         |
| 3       | 3       | Kyree King        | Estados Unidos           | 10.30 | Q         |
| 4       | 1       | Rikkoi Brathwaite | Ilhas Virgens Britânicas | 10.35 | Q         |
| 5       | 3       | Cejhae Greene     | Antígua e Barbuda        | 10.37 | Q         |
| 6       | 2       | Oshane Bailey     | Jamaica                  | 10.38 | Q         |
| 7       | 2       | Shainer Reginfo   | Cuba                     | 10.43 | q         |
| 8       | 2       | Kuron Griffith    | Barbados                 | 10.52 | q, 10.515 |
| 9       | 1       | Eric Harrison Jr. | Trinidad e Tobago        | 10.52 | 10.517    |
| 10      | 1       | Mc Kish Compton   | São Vicente e Granadinas | 10.53 |           |
| 11      | 1       | Ajani Daley       | Antígua e Barbuda        | 10.55 | 10.541    |
| 12      | 2       | Jerod Elcock      | Trinidad e Tobago        | 10.55 | 10.547    |
| 13      | 3       | Kemar Hyman       | Ilhas Caimã              | 10.62 |           |
| 14      | 3       | Nadale Buntin     | São Cristóvão e Neves    | 10.72 |           |
| 15      | 2       | Isaac Joseph      | Haiti                    | 10.73 |           |
| 16      | 2       | Warren Hazel      | São Cristóvão e Neves    | 10.77 |           |
| 17      | 3       | Brandon Jones     | Belize                   | 10.91 | 10.904    |
| 18      | 3       | Chrysley Appatore | Guadalupe                | 10.91 | 10.906    |
| 19      | 1       | Jemar Ellis       | Ilhas Caimã              | 10.95 |           |
| 20      | 3       | Courtney Missick  | Turcas e Caicos          | 11.03 |           |
| 21      | 2       | Javon Rawlins     | São Vicente e Granadinas | 11.05 |           |
| 22      | 1       | Samson Colebrooke | Bahamas                  | 11.71 |           |
| 99      | 1       | Melbin Marcelino  | República Dominicana     | DNS   |           |

Final – 20 de agosto
Vento:
-0.4 m/s
| Posição           | Raia | Atleta            | Nacionalidade            | Tempo | Notas                 |
| ----------------- | ---- | ----------------- | ------------------------ | ----- | --------------------- |
| Medalha de ouro   | 5    | Ackeem Blake      | Jamaica                  | 9.98  | Recorde do campeonato |
| Medalha de prata  | 3    | Kyree King        | Estados Unidos           | 10.08 |                       |
| Medalha de bronze | 4    | Brandon Carnes    | Estados Unidos           | 10.12 |                       |
| 4                 | 7    | Cejhae Greene     | Antígua e Barbuda        | 10.17 |                       |
| 5                 | 6    | Rikkoi Brathwaite | Ilhas Virgens Britânicas | 10.20 |                       |
| 6                 | 2    | Shainer Reginfo   | Cuba                     | 10.30 |                       |
| 7                 | 8    | Oshane Bailey     | Jamaica                  | 10.33 |                       |
| 8                 | 1    | Kuron Griffith    | Barbados                 | 10.50 |                       |

### 200 metros
Bateria – 19 de agosto
Vento:
Bateria 1: -0.4 m/s, Bateria 2: -0.2 m/s, Bateria 3: -0.1 m/s 
| Posição | Bateria | Atleta                | Nacionalidade            | Tempo | Notas     |
| ------- | ------- | --------------------- | ------------------------ | ----- | --------- |
| 1       | 3       | Andrew Hudson         | Jamaica                  | 20.25 | Q         |
| 2       | 2       | Kyree King            | Estados Unidos           | 20.29 | Q, 20.281 |
| 3       | 1       | Josephus Lyles        | Estados Unidos           | 20.29 | Q, 20.284 |
| 4       | 2       | Kyle Greaux           | Trinidad e Tobago        | 20.68 | Q         |
| 5       | 2       | Jazeel Murphy         | Jamaica                  | 20.80 | q         |
| 6       | 1       | Ian Kerr              | Bahamas                  | 20.89 | Q         |
| 7       | 3       | Darion Skerritt       | Antígua e Barbuda        | 21.17 | Q         |
| 8       | 3       | Suresh Black          | Bermudas                 | 21.42 | q         |
| 9       | 1       | Isaac Joseph          | Haiti                    | 21.55 |           |
| 10      | 3       | Chrysley Appatore     | Guadalupe                | 21.87 |           |
| 11      | 3       | Jabari Michael-Khensu | São Vicente e Granadinas | 22.03 |           |
| 11      | 1       | Iñigo Pérez           | Honduras                 | 22.11 |           |
| 99      | 1       | Erick Sánchez         | República Dominicana     | DNS   |           |
| 99      | 1       | Allan Lacroix         | Guadalupe                | DNS   |           |
| 99      | 1       | Mikkel Bassue         | Ilhas Virgens Britânicas | DNS   |           |
| 99      | 2       | Richard Richardson    | Antígua e Barbuda        | DNS   |           |
| 99      | 2       | Jeremy Dalphrase      | Guadalupe                | DNS   |           |
| 99      | 2       | Alan Alais            | Martinique               | DNS   |           |
| 99      | 3       | Yancarlos Martínez    | República Dominicana     | DNS   |           |

Final – 21 de agosto
Vento:
+0.6 m/s
| Posição           | Raia | Atleta          | Nacionalidade     | Tempo | Notas                 |
| ----------------- | ---- | --------------- | ----------------- | ----- | --------------------- |
| Medalha de ouro   | 6    | Andrew Hudson   | Jamaica           | 19.87 | Recorde do campeonato |
| Medalha de prata  | 4    | Kyree King      | Estados Unidos    | 20.00 |                       |
| Medalha de bronze | 3    | Josephus Lyles  | Estados Unidos    | 20.18 |                       |
| 4                 | 8    | Ian Kerr        | Bahamas           | 20.53 |                       |
| 5                 | 1    | Jazeel Murphy   | Jamaica           | 20.92 |                       |
| 6                 | 7    | Darion Skerritt | Antígua e Barbuda | 21.08 |                       |
| 7                 | 2    | Suresh Black    | Bermudas          | 21.33 |                       |
| 8                 | 5    | Kyle Greaux     | Trinidad e Tobago | DNF   |                       |

### 400 metros
Bateria – 19 de agosto
| Posição | Bateria | Atleta             | Nacionalidade        | Tempo | Notas |
| ------- | ------- | ------------------ | -------------------- | ----- | ----- |
| 1       | 2       | Christopher Taylor | Jamaica              | 45.50 | Q     |
| 2       | 1       | Nathon Allen       | Jamaica              | 45.85 | Q     |
| 3       | 1       | Bryce Deadmon      | Estados Unidos       | 46.63 | Q     |
| 4       | 2       | Asa Guevara        | Trinidad e Tobago    | 47.08 | Q     |
| 5       | 2       | Aymeric Fermely    | Guadalupe            | 47.24 | Q     |
| 6       | 1       | Kinard Rolle       | Bahamas              | 47.86 | Q     |
| 7       | 1       | Allan Lacroix      | Guadalupe            | 48.27 | q     |
| 8       | 1       | Reinier Pintado    | Cuba                 | 49.22 | q     |
| 9       | 2       | Angelo Garland     | Turcas e Caicos      | 49.52 |       |
| 10      | 1       | Iñigo Pérez        | Honduras             | 49.58 |       |
| 11      | 2       | Antonio Bailey     | Bermudas             | 50.40 |       |
| 99      | 1       | Robert King        | República Dominicana | DNS   |       |
| 99      | 2       | Alonzo Russell     | Bahamas              | DNS   |       |

Final – 20 de agosto
| Posição           | Raia | Atleta             | Nacionalidade     | Tempo | Notas                 |
| ----------------- | ---- | ------------------ | ----------------- | ----- | --------------------- |
| Medalha de ouro   | 5    | Christopher Taylor | Jamaica           | 44.63 | Recorde do campeonato |
| Medalha de prata  | 3    | Nathon Allen       | Jamaica           | 45.04 |                       |
| Medalha de bronze | 4    | Bryce Deadmon      | Estados Unidos    | 45.06 |                       |
| 4                 | 6    | Asa Guevara        | Trinidad e Tobago | 46.26 |                       |
| 5                 | 7    | Aymeric Fermely    | Guadalupe         | 46.69 |                       |
| 6                 | 8    | Kinard Rolle       | Bahamas           | 48.23 |                       |
| 7                 | 2    | Reinier Pintado    | Cuba              | 49.09 |                       |
| 8                 | 1    | Allan Lacroix      | Guadalupe         | 51.16 |                       |

### 800 metros
20 de agosto
| Posição           | Atleta             | Nacionalidade            | Tempo   | Notas            |
| ----------------- | ------------------ | ------------------------ | ------- | ---------------- |
| Medalha de ouro   | Jonah Koech        | Estados Unidos           | 1:45.87 |                  |
| Medalha de prata  | Handal Roban       | São Vicente e Granadinas | 1:47.03 | Recorde nacional |
| Medalha de bronze | Brannon Kidder     | Estados Unidos           | 1:47.63 |                  |
| 4                 | Ryan Sánchez       | Porto Rico               | 1:47.66 |                  |
| 5                 | Robert Heppenstall | Canadá                   | 1:52.36 |                  |

### 1.500 metros
21 de agosto
| Posição           | Atleta                      | Nacionalidade  | Tempo   | Notas                 |
| ----------------- | --------------------------- | -------------- | ------- | --------------------- |
| Medalha de ouro   | Eric Holt                   | Estados Unidos | 3:37.62 | Recorde do campeonato |
| Medalha de prata  | Josh Thompson               | Estados Unidos | 3:37.88 |                       |
| Medalha de bronze | Charles Philibert-Thiboutot | Canadá         | 3:37.91 |                       |
| 97                | Johnny Gregorek*            | Estados Unidos | 3:38.04 | [ a ]                 |
| 4                 | Cameron Proceviat           | Canadá         | 3:40.99 |                       |
| 98                | Kieran Lumb*                | Canadá         | 3:43.73 | [ a ]                 |
| 5                 | José Eduardo Rodríguez      | México         | 3:46.60 |                       |
| 6                 | Carlos Alberto Vilches      | Porto Rico     | 3:50.97 |                       |
| 7                 | Orlando Cuevas              | México         | 3:52.06 |                       |
| 8                 | Dage Minors                 | Bermudas       | 3:55.09 |                       |
| 9                 | César Enrique Peraza        | El Salvador    | 3:57.39 |                       |
| 10                | Daísnel Barbán              | Cuba           | 3:58.61 |                       |
| 99                | Robert Heppenstall*         | Canadá         | 3:59.31 | [ a ]                 |
| 11                | Ryan Outerbridge            | Bermudas       | 4:03.00 |                       |

### 5.000 metros
20 de agosto
| Posição           | Atleta           | Nacionalidade  | Tempo    | Notas |
| ----------------- | ---------------- | -------------- | -------- | ----- |
| Medalha de ouro   | Woody Kincaid    | Estados Unidos | 14:48.58 |       |
| Medalha de prata  | Thomas Fafard    | Canadá         | 14:49.91 |       |
| Medalha de bronze | Kieran Lumb      | Canadá         | 14:50.06 |       |
| 4                 | Emmanuel Bor     | Estados Unidos | 14:53.33 |       |
| 5                 | Orlando Cuevas   | México         | 14:59.76 |       |
| 8                 | Ehab El-Sandali* | Canadá         | 14:59.81 | [ a ] |
| 9                 | Andrew Alexander | Canadá         | DNS      |       |
| 9                 | Sean McGorty     | Estados Unidos | DNS      |       |

### 10.000 metros
19 de agosto
| Posição           | Atleta           | Nacionalidade  | Tempo    | Notas                 |
| ----------------- | ---------------- | -------------- | -------- | --------------------- |
| Medalha de ouro   | Sean McGorty     | Estados Unidos | 29:23.77 | Recorde do campeonato |
| Medalha de prata  | Dillon Maggard   | Estados Unidos | 29:33.57 |                       |
| Medalha de bronze | Andrew Alexander | Canadá         | 29:33.73 |                       |
| 4                 | Arnald Martínez  | Porto Rico     | 31:21.88 |                       |

### 110 metros barreiras
20 de agosto 
Vento: +0.3 m/s
| Posição           | Raia | Atleta             | Nacionalidade  | Tempo | Notas                 |
| ----------------- | ---- | ------------------ | -------------- | ----- | --------------------- |
| Medalha de ouro   | 4    | Freddie Crittenden | Estados Unidos | 13.00 | Recorde do campeonato |
| Medalha de prata  | 7    | Jamal Britt        | Estados Unidos | 13.08 |                       |
| Medalha de bronze | 6    | Orlando Bennett    | Jamaica        | 13.18 |                       |
| 4                 | 5    | Shane Brathwaite   | Barbados       | 13.42 |                       |
| 5                 | 3    | Kenny Fletcher     | Guadalupe      | 13.81 |                       |
| 6                 | 1    | Xavier Coakley     | Bahamas        | 13.85 |                       |
| 7                 | 2    | Ulric Portier      | Guadalupe      | 14.38 |                       |
| 8                 | 8    | Joey Daniels       | Canadá         | DNF   |                       |

### 400 metros barreiras
Bateria – 19 de agosto
| Posição | Bateria | Atleta           | Nacionalidade            | Tempo | Notas |
| ------- | ------- | ---------------- | ------------------------ | ----- | ----- |
| 1       | 1       | CJ Allen         | United States            | 48.76 | Q     |
| 2       | 2       | Khallifah Rosser | United States            | 49.18 | Q     |
| 3       | 1       | Gerald Drummond  | Costa Rica               | 49.68 | Q     |
| 4       | 2       | Kyron McMaster   | Ilhas Virgens Britânicas | 49.77 | Q     |
| 5       | 2       | Shawn Rowe       | Jamaica                  | 50.27 | Q     |
| 6       | 1       | Lázaro Rodríguez | Cuba                     | 50.37 | Q     |
| 7       | 1       | Shakeem Smith    | Bahamas                  | 50.55 | q     |
| 8       | 1       | Joshua Adhemar   | Haiti                    | 52.21 | q     |
| 9       | 2       | Andre Colebrook  | Bahamas                  | 53.27 |       |
| 99      | 2       | Malique Smith    | Ilhas Virgens Americanas | DNF   |       |

Final – 21 de agosto
| Posição           | Raia | Atleta           | Nacionalidade            | Tempo | Notas                 |
| ----------------- | ---- | ---------------- | ------------------------ | ----- | --------------------- |
| Medalha de ouro   | 6    | Kyron McMaster   | Ilhas Virgens Britânicas | 47.34 | Recorde do campeonato |
| Medalha de prata  | 4    | Khallifah Rosser | Estados Unidos           | 47.59 |                       |
| Medalha de bronze | 3    | CJ Allen         | Estados Unidos           | 48.23 |                       |
| 4                 | 5    | Gerald Drummond  | Costa Rica               | 48.88 |                       |
| 5                 | 7    | Shawn Rowe       | Jamaica                  | 49.05 |                       |
| 6                 | 8    | Lázaro Rodríguez | Cuba                     | 50.09 |                       |
| 7                 | 2    | Joshua Adhemar   | Haiti                    | 52.48 |                       |
| 8                 | 1    | Shakeem Smith    | Bahamas                  | 52.49 |                       |

### 3.000 metros com obstáculos
21 de agosto
| Posição                      | Atleta               | Nacionalidade  | Tempo   | Notas                 |
| ---------------------------- | -------------------- | -------------- | ------- | --------------------- |
| Medalha de ouro              | Evan Jager           | Estados Unidos | 8:22.55 | Recorde do campeonato |
| align=left\| Duncan Hamilton | Estados Unidos       | 8:31.19        |         |                       |
| Medalha de bronze            | Jean-Simon Desgagnés | Canadá         | 8:33.25 |                       |
| 9                            | Anthony Rotich*      | Estados Unidos | 8:33.67 | [ a ]                 |
| 4                            | Víctor Ortiz         | Porto Rico     | 8:35.73 |                       |
| 5                            | Ryan Smeeton         | Canadá         | 8:54.46 |                       |
| 6                            | César Daniel Gómez   | México         | 9:00.33 |                       |
| 7                            | Erick Cayetano       | México         | 9:20.29 |                       |

### Revezamento 4x100 m
21 de agosto
| Posição           | Raia | Nacionalidade     | Atletas                                                                   | Tempo | Notas  |
| ----------------- | ---- | ----------------- | ------------------------------------------------------------------------- | ----- | ------ |
| Medalha de ouro   |      | Estados Unidos    | Lawrence Johnson, Brandon Carnes, Isiah Young, Kyree King                 | 38.29 |        |
| Medalha de prata  |      | Trinidad e Tobago | Jerod Elcock, Eric Harrison Jr., Asa Guevara, Kyle Greaux                 | 38.94 | 38.931 |
| Medalha de bronze |      | Jamaica           | Ackeem Blake, Andrew Hudson, Kadrian Goldson, Jazeel Murphy               | 38.94 | 38.933 |
| 4                 |      | Bahamas           | Antoine Andrews, Ian Kerr, Carlos Brown Jr., Wanya McCoy                  | 39.42 |        |
| 5                 |      | Guadalupe         | Aymeric Fermely, Chrysley Appatore, Ulric Portier, Kenny Fletcher         | 41.62 |        |
| 6                 |      | Turcas e Caicos   | Courtney Missick, Ifeanyichukwu Otuonye, Angelo Garland, Aleiandio Durham | 41.91 |        |

### Revezamento 4x400 m
21 de agosto
| Posição           | Raia | Nacionalidade  | Atletas                                                         | Tempo   | Notas |
| ----------------- | ---- | -------------- | --------------------------------------------------------------- | ------- | ----- |
| Medalha de ouro   |      | Estados Unidos | Quincy Hall, Ismail Turner, Khallifah Rosser, Bryce Deadmon     | 3:01.79 |       |
| Medalha de prata  |      | Jamaica        | Demish Gaye, Karayme Bartley, Javon Francis, Christopher Taylor | 3:05.47 |       |
| Medalha de bronze |      | Bahamas        | Kinard Rolle, Alonzo Russell, Shakeem Smith, Wendell Miller     | 3:06.21 |       |

### 20 km marcha atlética
20 de agosto
| Posição           | Atleta            | Nacionalidade  | Tempo      | Penalidade | Notas                 |
| ----------------- | ----------------- | -------------- | ---------- | ---------- | --------------------- |
| Medalha de ouro   | José Ortiz        | Guatemala      | 1:26:21.08 |            | Recorde do campeonato |
| Medalha de prata  | Evan Dunfee       | Canadá         | 1:27:17.91 | ~          |                       |
| Medalha de bronze | Érick Barrondo    | Guatemala      | 1:28:32.19 |            |                       |
| 4                 | Noel Chama        | México         | 1:31:50.18 | <          |                       |
| 5                 | Daniel Nehnevaj   | Estados Unidos | 1:42:40.56 |            |                       |
| 6                 | Jordan Crawford   | Estados Unidos | 1:49:15.32 | <          |                       |
| 9                 | Emmanuel Corvera  | Estados Unidos | DSQ        | <<<<       |                       |
| 9                 | Ronaldo Hernández | Cuba           | DNF        |            |                       |
| 9                 | Nick Christie     | Estados Unidos | DNF        |            |                       |

### Salto em altura
20 de agosto
| Posição           | Atleta           | Nacionalidade  | 1.90 | 1.95 | 2.00 | 2.05 | 2.10 | 2.13 | 2.16 | 2.19 | 2.22 | 2.25 | 2.28 | Resultado | Notas |
| ----------------- | ---------------- | -------------- | ---- | ---- | ---- | ---- | ---- | ---- | ---- | ---- | ---- | ---- | ---- | --------- | ----- |
| Medalha de ouro   | Luis Zayas       | Cuba           | –    | –    | –    | –    | –    | –    | o    | o    | xxo  | o    | xxx  | 2.25      |       |
| Medalha de ouro   | Django Lovett    | Canadá         | –    | –    | –    | –    | o    | –    | o    | o    | xxo  | o    | xxx  | 2.25      |       |
| Medalha de bronze | Donald Thomas    | Bahamas        | –    | –    | –    | o    | –    | o    | xxo  | xo   | xxo  | xxo  | r    | 2.25      |       |
| 4                 | Dontavious Hill  | Estados Unidos | –    | –    | –    | o    | xo   | –    | xo   | o    | o    | xxx  |      | 2.22      |       |
| 5                 | Lushane Wilson   | Jamaica        | –    | –    | o    | o    | o    | o    | o    | xo   | xxx  |      |      | 2.19      |       |
| 6                 | Shaun Miller     | Bahamas        | –    | –    | o    | –    | o    | xxo  | –    | xxo  | xxx  |      |      | 2.19      |       |
| 7                 | Marcus Gelpi     | Porto Rico     | –    | –    | –    | o    | xo   | xxo  | o    | xxx  |      |      |      | 2.16      |       |
| 8                 | Luis Joel Castro | Porto Rico     | –    | –    | –    | –    | xxo  | –    | xxo  | xxx  |      |      |      | 2.16      |       |
| 9                 | Kyle Rollins     | Estados Unidos | –    | –    | –    | o    | xxx  |      |      |      |      |      |      | 2.05      |       |
| 10                | Nishorn Pierre   | Granada        | –    | –    | –    | xo   | xxx  |      |      |      |      |      |      | 2.05      |       |

### Salto com vara
21 de agosto
| Posição          | Atleta              | Nacionalidade  | 4.75 | 4.85 | 5.05 | 5.15 | 5.25 | 5.46 | Resultado | Notas |
| ---------------- | ------------------- | -------------- | ---- | ---- | ---- | ---- | ---- | ---- | --------- | ----- |
| Medalha de ouro  | Eduardo Nápoles     | Cuba           | –    | o    | xo   | o    | o    | xxx  | 5.25      |       |
| Medalha de prata | Luke Winder         | Estados Unidos | –    | –    | xo   | x–   | xx   |      | 5.05      |       |
| 9                | Andrew Irwin        | Estados Unidos | –    | –    | xxx  |      |      |      | NM        |       |
| 9                | Christiaan Higueros | Guatemala      | xxx  |      |      |      |      |      | NM        |       |

### Salto em comprimento
Qualificação – 21 de agosto
| Posição | Grupo | Atleta                | Nacionalidade         | #1   | #2   | #3   | Resultado | Notas |
| ------- | ----- | --------------------- | --------------------- | ---- | ---- | ---- | --------- | ----- |
| 1       | B     | Tajay Gayle           | Jamaica               | 7.83 | –    | –    | 7.83      |       |
| 2       | A     | Shawn-D Thompson      | Jamaica               | 7.62 | 7.45 | 7.76 | 7.76      |       |
| 3       | A     | William Williams      | Estados Unidos        | x    | 7.67 | –    | 7.67      |       |
| 4       | A     | Tristan James         | Dominica              | 7.39 | x    | 7.47 | 7.47      |       |
| 5       | B     | LaQuan Nairn          | Bahamas               | 7.45 | –    | –    | 7.45      |       |
| 6       | A     | Kizan David           | São Cristóvão e Neves | 6.97 | 7.40 | 7.00 | 7.40      |       |
| 7       | B     | Rayvon Grey           | Estados Unidos        | 7.28 | –    | –    | 7.28      |       |
| 8       | B     | Ifeanyichukwu Otuonye | Turcas e Caicos       | 7.16 | 7.20 | 7.10 | 7.20      |       |
| 9       | A     | Michael Williams      | Porto Rico            | 7.20 | 7.11 | 7.12 | 7.20      |       |
| 10      | B     | Holland Martin        | Bahamas               | x    | 7.18 | 7.16 | 7.18      |       |
| 11      | B     | Nicolas Arriola       | Guatemala             | 7.06 | 6.97 | 6.89 | 7.06      |       |
| 12      | B     | Mikal Dill            | Bermudas              | 6.21 | 6.08 | x    | 6.21      |       |
| 13      | A     | Sadiq Nurse           | Bermudas              | 5.91 | 5.92 | x    | 5.92      |       |
| 99      | A     | Ulric Portier         | Guadalupe             |      |      |      | DNS       |       |
| 99      | A     | Alan Alais            | Martinique            |      |      |      | DNS       |       |
| 99      | B     | Nishorn Pierre        | Granada               |      |      |      | DNS       |       |

Final – 21 de agosto
| Posição           | Atleta                | Nacionalidade         | #1   | #2   | #3   | #4   | #5   | #6   | Resultado | Notas |
| ----------------- | --------------------- | --------------------- | ---- | ---- | ---- | ---- | ---- | ---- | --------- | ----- |
| Medalha de ouro   | William Williams      | Estados Unidos        | 7.80 | 7.89 | 7.82 | 7.88 | 7.89 | x    | 7.89      |       |
| Medalha de prata  | Tajay Gayle           | Jamaica               | 7.74 | 7.81 | x    | x    | 7.69 | 7.44 | 7.81      |       |
| Medalha de bronze | Shawn-D Thompson      | Jamaica               | 7.75 | 7.56 | 7.73 | –    | 7.66 | 7.55 | 7.75      |       |
| 4                 | LaQuan Nairn          | Bahamas               | x    | 7.40 | 7.60 | 7.75 | x    | 7.67 | 7.75      |       |
| 5                 | Tristan James         | Dominica              | 7.34 | 7.65 | 7.09 | x    | x    | 7.70 | 7.70      |       |
| 6                 | Holland Martin        | Bahamas               | 7.17 | 7.35 | 7.15 | 7.30 | 7.67 | x    | 7.67      |       |
| 7                 | Ifeanyichukwu Otuonye | Turcas e Caicos       | 7.20 | 7.22 | 7.47 | 7.12 | –    | x    | 7.47      |       |
| 8                 | Michael Williams      | Porto Rico            | 7.30 | 6.87 | 7.05 | 6.99 | 6.76 | 7.32 | 7.32      |       |
| 9                 | Rayvon Grey           | Estados Unidos        | 7.21 | x    | 7.10 |      |      |      | 7.21      |       |
| 10                | Kizan David           | São Cristóvão e Neves | 7.10 | 7.19 | x    |      |      |      | 7.19      |       |
| 11                | Nicolas Arriola       | Guatemala             | 6.96 | 6.88 | 6.79 |      |      |      | 6.96      |       |
| 12                | Mikal Dill            | Bermudas              |      |      |      |      |      |      | DNS       |       |

### Salto triplo
19 de agosto
| Posição           | Atleta              | Nacionalidade     | #1    | #2    | #3    | #4    | #5    | #6    | Resultado | Notas |
| ----------------- | ------------------- | ----------------- | ----- | ----- | ----- | ----- | ----- | ----- | --------- | ----- |
| Medalha de ouro   | Chris Benard        | Estados Unidos    | 15.78 | 16.13 | 16.40 | x     | 16.28 | 16.14 | 16.40     |       |
| Medalha de prata  | Jah-Nhai Perinchief | Bermudas          | 15.82 | x     | 15.55 | x     | –     | 15.89 | 15.89     |       |
| Medalha de bronze | Taeco O'Garro       | Antígua e Barbuda | 15.08 | 15.17 | 15.30 | 15.31 | 15.61 | 15.70 | 15.70     |       |
| 4                 | Kaiwan Culmer       | Bahamas           | x     | 15.55 | 15.36 | x     | 14.84 | x     | 15.55     |       |
| 5                 | Fernando Reyes      | El Salvador       | 14.16 | 14.48 | x     | 14.60 | 14.22 | x     | 14.60     |       |
| 6                 | Kristen Hanna       | Bahamas           | 13.68 | 13.87 | x     | –     | x     | 13.66 | 13.87     |       |

### Arremesso de peso
19 de agosto
| Posição           | Atleta               | Nacionalidade            | #1    | #2    | #3    | #4    | #5    | #6    | Resultado | Notas |
| ----------------- | -------------------- | ------------------------ | ----- | ----- | ----- | ----- | ----- | ----- | --------- | ----- |
| Medalha de ouro   | Roger Steen          | Estados Unidos           | x     | 18.68 | 19.84 | 20.24 | 20.19 | 20.78 | 20.78     |       |
| Medalha de prata  | Adrian Piperi        | Estados Unidos           | 20.40 | 20.76 | 20.38 | x     | 20.48 | 20.58 | 20.76     |       |
| Medalha de bronze | O'Dayne Richards     | Jamaica                  | 20.05 | 19.34 | 18.57 | 19.58 | x     | 19.40 | 20.05     |       |
| 4                 | Eldred Henry         | Ilhas Virgens Britânicas | 17.97 | x     | 18.20 | x     | 18.49 | 18.78 | 18.78     |       |
| 5                 | Zack Short           | Honduras                 | 17.58 | 18.66 | 18.58 | x     | 18.40 | 18.34 | 18.66     |       |
| 6                 | Rickssen Opont       | Haiti                    | x     | 18.07 | x     | x     | 15.83 | 17.18 | 18.07     |       |
| 7                 | Juan Carley Vázquez  | Cuba                     | 17.99 | 17.18 | x     | 17.40 | 17.41 | 16.99 | 17.99     |       |
| 8                 | Akeem Stewart        | Trinidad e Tobago        | 17.74 | 17.40 | 17.96 | 17.20 | x     | 17.14 | 17.96     |       |
| 9                 | Jorge Luis Contreras | Porto Rico               | x     | x     | 17.17 |       |       |       | 17.17     |       |

### Lançamento de disco
21 de agosto
| Posição           | Atleta              | Nacionalidade  | #1    | #2    | #3    | #4    | #5    | #6    | Resultado | Notas |
| ----------------- | ------------------- | -------------- | ----- | ----- | ----- | ----- | ----- | ----- | --------- | ----- |
| Medalha de ouro   | Traves Smikle       | Jamaica        | 59.96 | 62.59 | 62.89 | 60.40 | 61.30 | x     | 62.89     |       |
| Medalha de prata  | Fedrick Dacres      | Jamaica        | 62.11 | 61.57 | 60.77 | x     | 62.79 | 62.45 | 62.79     |       |
| Medalha de bronze | Mario Díaz          | Cuba           | x     | x     | 59.07 | 58.72 | 62.13 | 61.12 | 62.13     |       |
| 4                 | Andrew Evans        | Estados Unidos | 58.08 | 61.09 | x     | 55.16 | 59.14 | 59.76 | 61.09     |       |
| 5                 | Dallin Shurts       | Estados Unidos | 55.39 | 56.12 | 56.36 | x     | 55.43 | 56.36 | 56.36     |       |
| 6                 | Zack Short          | Honduras       | 48.34 | 46.41 | x     | 50.52 | 49.40 | 47.67 | 50.52     |       |
| 7                 | Abel Amstrong Gilet | Haiti          | x     | x     | 39.68 | 42.24 | x     | 47.68 | 47.68     |       |

### Lançamento de martelo
20 de agosto
| Posição           | Atleta            | Nacionalidade  | #1    | #2    | #3    | #4    | #5    | #6    | Resultado | Notas                 |
| ----------------- | ----------------- | -------------- | ----- | ----- | ----- | ----- | ----- | ----- | --------- | --------------------- |
| Medalha de ouro   | Rudy Winkler      | Estados Unidos | x     | 77.48 | x     | 74.74 | 78.29 | 77.96 | 78.29     | Recorde do campeonato |
| Medalha de prata  | Daniel Haugh      | Estados Unidos | 76.38 | 75.40 | x     | 74.42 | x     | 74.38 | 76.38     |                       |
| Medalha de bronze | Rowan Hamilton    | Canadá         | x     | 69.90 | x     | 74.36 | 72.18 | x     | 74.36     |                       |
| 4                 | Adam Keenan       | Canadá         | x     | 74.14 | 74.24 | 74.21 | 70.41 | x     | 74.24     |                       |
| 5                 | Yasmani Fernández | Cuba           | 69.64 | 71.45 | x     | 72.92 | x     | 72.81 | 72.92     |                       |
| 6                 | Jerome Vega       | Porto Rico     | x     | x     | 68.55 | 69.98 | 66.10 | 70.17 | 70.17     |                       |
| 7                 | Rickssen Opont    | Haiti          | 51.95 | 54.35 | 56.66 | 55.28 | 56.64 | 55.13 | 56.66     |                       |

### Lançamento de dardo
20 de agosto
| Posição           | Atleta              | Nacionalidade     | #1    | #2    | #3    | #4    | #5    | #6    | Resultado | Notas                 |
| ----------------- | ------------------- | ----------------- | ----- | ----- | ----- | ----- | ----- | ----- | --------- | --------------------- |
| Medalha de ouro   | Curtis Thompson     | Predefinição:USAs | 79.27 | x     | 84.23 | x     | 74.95 | 77.01 | 84.23     | Recorde do campeonato |
| Medalha de prata  | Keshorn Walcott     | Trinidad e Tobago | 80.37 | 83.94 | 82.05 | 81.66 | 81.89 | 78.78 | 83.94     |                       |
| Medalha de bronze | Ethan Dabbs         | Estados Unidos    | 77.86 | x     | 74.20 | 74.03 | 81.43 | 77.48 | 81.43     |                       |
| 4                 | Keyshawn Strachan   | Bahamas           | 67.48 | 71.59 | 73.63 | 71.27 | x     | 75.83 | 75.83     |                       |
| 5                 | Elvis Graham        | Jamaica           | 67.82 | 67.90 | 68.46 | 65.18 | 66.32 | 71.73 | 71.73     |                       |
| 6                 | Luis Mario Taracena | Guatemala         | 65.95 | 62.92 | 63.87 | 63.66 | 67.70 | 66.47 | 67.70     |                       |

## Resultado feminino

### 100 metros
Bateria – 20 de agosto
Vento: Bateria 1: +0.1 m/s, Bateria 2: -1.5 m/s
| Posição | Bateria | Atleta                 | Nacionalidade        | Tempo | Notas     |
| ------- | ------- | ---------------------- | -------------------- | ----- | --------- |
| 1       | 1       | Shericka Jackson       | Jamaica              | 10.98 | Q         |
| 2       | 1       | Michelle-Lee Ahye      | Trinidad e Tobago    | 11.18 | Q         |
| 3       | 1       | Javianne Oliver        | Estados Unidos       | 11.20 | Q         |
| 4       | 1       | Yunisleidy García      | Cuba                 | 11.22 | q         |
| 5       | 2       | Celera Barnes          | Estados Unidos       | 11.23 | Q, 11.223 |
| 6       | 2       | Natasha Morrison       | Jamaica              | 11.23 | Q, 11.224 |
| 7       | 2       | Crystal Emmanuel       | Canadá               | 11.39 | Q         |
| 8       | 1       | Khamica Bingham        | Canadá               | 11.41 | q         |
| 9       | 2       | Anthonique Strachan    | Bahamas              | 11.48 |           |
| 10      | 2       | Khalifa St. Fort       | Trinidad e Tobago    | 11.60 |           |
| 11      | 1       | Printassia Johnson     | Bahamas              | 11.66 |           |
| 12      | 2       | Laura Moreira          | Cuba                 | 11.87 |           |
| 13      | 2       | Hilary Gladden         | Belize               | 13.16 |           |
| 99      | 1       | Liranyi Alonso         | República Dominicana | DNS   |           |
| 99      | 2       | Leelou Ehoulet-Martial | Martinique           | DNS   |           |

Final – 20 de agosto
Vento: -0.1 m/s
| Posição           | Raia | Atleta            | Nacionalidade     | Tempo | Notas                 |
| ----------------- | ---- | ----------------- | ----------------- | ----- | --------------------- |
| Medalha de ouro   | 4    | Shericka Jackson  | Jamaica           | 10.83 | Recorde do campeonato |
| Medalha de prata  | 5    | Celera Barnes     | Estados Unidos    | 11.10 |                       |
| Medalha de bronze | 6    | Natasha Morrison  | Jamaica           | 11.11 |                       |
| 4                 | 7    | Javianne Oliver   | Estados Unidos    | 11.21 |                       |
| 5                 | 3    | Michelle-Lee Ahye | Trinidad e Tobago | 11.23 |                       |
| 6                 | 8    | Crystal Emmanuel  | Canadá            | 11.25 |                       |
| 7                 | 1    | Yunisleidy García | Cuba              | 11.03 |                       |
| 8                 | 2    | Khamica Bingham   | Canadá            | 11.44 |                       |

### 200 metros
Bateria – 19 de agosto
Vento: Bateria 1: +0.1 m/s, Bateria 2: -1.5 m/s
| Posição | Bateria | Atleta                | Nacionalidade     | Tempo | Notas |
| ------- | ------- | --------------------- | ----------------- | ----- | ----- |
| 1       | 1       | Brittany Brown        | Estados Unidos    | 22.59 | Q     |
| 2       | 2       | Natalliah Whyte       | Jamaica           | 22.78 | Q     |
| 3       | 1       | Tynia Gaither         | Bahamas           | 22.82 | Q     |
| 4       | 2       | A'keyla Mitchell      | Estados Unidos    | 22.98 | Q     |
| 5       | 1       | Mauricia Prieto       | Trinidad e Tobago | 23.48 | Q     |
| 6       | 1       | Ashley Williams       | Jamaica           | 23.67 | q     |
| 7       | 2       | Reyare Thomas         | Trinidad e Tobago | 24.00 | Q     |
| 8       | 2       | Amanda Crawford       | Granada           | 24.32 | q     |
| 9       | 1       | Enis Pérez            | Cuba              | 24.53 |       |
| 10      | 1       | Keturah Bulford-Trott | Bermudas          | 26.03 |       |
| 99      | 2       | Caitlyn Bobb          | Bermudas          | DNS   |       |
| 99      | 2       | Dalhiana Rouvillon    | Guadalupe         | DNS   |       |

Final – 21 de agosto
Vento: +0.3 m/s
| Posição           | Raia | Atleta           | Nacionalidade     | Tempo | Notas                 |
| ----------------- | ---- | ---------------- | ----------------- | ----- | --------------------- |
| Medalha de ouro   | 3    | Brittany Brown   | Estados Unidos    | 22.35 | Recorde do campeonato |
| Medalha de prata  | 5    | Tynia Gaither    | Bahamas           | 22.41 |                       |
| Medalha de bronze | 6    | A'keyla Mitchell | Estados Unidos    | 22.53 |                       |
| 4                 | 4    | Natalliah Whyte  | Jamaica           | 22.65 |                       |
| 5                 | 7    | Mauricia Prieto  | Trinidad e Tobago | 23.49 |                       |
| 6                 | 2    | Ashley Williams  | Jamaica           | 23.75 |                       |
| 7                 | 1    | Amanda Crawford  | Granada           | 23.91 |                       |
| 8                 | 8    | Reyare Thomas    | Trinidad e Tobago | DNF   |                       |

### 400 metros
Bateria – 19 de agosto
| Posição | Bateria | Atleta                  | Nacionalidade            | Tempo | Notas     |
| ------- | ------- | ----------------------- | ------------------------ | ----- | --------- |
| 1       | 1       | Shaunae Miller-Uibo     | Bahamas                  | 50.84 | Q         |
| 2       | 2       | Sada Williams           | Barbados                 | 51.48 | Q         |
| 3       | 2       | Roxana Gómez            | Cuba                     | 51.57 | Q         |
| 4       | 1       | Stephenie Ann McPherson | Jamaica                  | 51.65 | Q, 51.644 |
| 5       | 2       | Natassha McDonald       | Canadá                   | 51.65 | Q, 51.647 |
| 6       | 2       | Junelle Bromfield       | Jamaica                  | 51.75 | q         |
| 7       | 1       | Kyra Constantine        | Canadá                   | 51.93 | Q         |
| 8       | 1       | Gabby Scott             | Porto Rico               | 52.22 | q         |
| 9       | 1       | Kaelyaah Liburd         | Ilhas Virgens Britânicas | 54.88 |           |
| 10      | 1       | Lisneidy Veitía         | Cuba                     | 55.09 |           |
| 11      | 2       | Jenae Ambrose           | Bahamas                  | 57.58 |           |
| 12      | 2       | Tamara Guerrier         | Guadalupe                | 57.98 |           |
| 99      | 1       | Shayla Cann             | Bermudas                 | DNS   |           |
| 99      | 1       | Anabel Medina           | República Dominicana     | DNS   |           |
| 99      | 2       | Caitlyn Bobb            | Bermudas                 | DNS   |           |
| 99      | 2       | Fiordaliza Cofil        | República Dominicana     | DNS   |           |

Final – 20 de agosto
| Posição           | Raia | Atleta                  | Nacionalidade | Tempo | Notas                 |
| ----------------- | ---- | ----------------------- | ------------- | ----- | --------------------- |
| Medalha de ouro   | 5    | Shaunae Miller-Uibo     | Bahamas       | 49.40 | Recorde do campeonato |
| Medalha de prata  | 4    | Sada Williams           | Barbados      | 49.86 |                       |
| Medalha de bronze | 6    | Stephenie Ann McPherson | Jamaica       | 50.36 |                       |
| 4                 | 3    | Roxana Gómez            | Cuba          | 51.31 |                       |
| 5                 | 8    | Natassha McDonald       | Canadá        | 51.51 | 51.505                |
| 6                 | 1    | Junelle Bromfield       | Jamaica       | 51.51 | 51.510                |
| 7                 | 2    | Gabby Scott             | Porto Rico    | 52.18 |                       |
| 8                 | 7    | Kyra Constantine        | Canadá        | 52.29 |                       |

### 800 metros
20 de agosto
| Posição           | Atleta          | Nacionalidade  | Tempo   | Notas |
| ----------------- | --------------- | -------------- | ------- | ----- |
| Medalha de ouro   | Ajeé Wilson     | Estados Unidos | 1:58.47 |       |
| Medalha de prata  | Allie Wilson    | Estados Unidos | 1:58.48 |       |
| Medalha de bronze | Adelle Tracey   | Jamaica        | 1:59.54 |       |
| 4                 | Jazz Shukla     | Canadá         | 2:02.65 |       |
| 5                 | Daily Cooper    | Cuba           | 2:04.81 |       |
| 6                 | Aziza Ayoub     | Porto Rico     | 2:05.45 |       |
| 7                 | Sonia Gaskin    | Barbados       | 2:07.35 |       |
| 8                 | Julie Labach    | Canadá         | 2:11.38 |       |
| 9                 | Tamara Guerrier | Guadalupe      | DNS     |       |

### 1.500 metros
21 de agosto
| Posição           | Atleta                 | Nacionalidade  | Tempo   | Notas                 |
| ----------------- | ---------------------- | -------------- | ------- | --------------------- |
| Medalha de ouro   | Heather MacLean        | Estados Unidos | 4:04.53 | Recorde do campeonato |
| Medalha de prata  | Adelle Tracey          | Jamaica        | 4:08.42 |                       |
| Medalha de bronze | Helen Schlachtenhaufen | Estados Unidos | 4:10.43 |                       |
| 4                 | Regan Yee              | Canadá         | 4:12.54 |                       |
| 5                 | Erin Teschuk           | Canadá         | 4:12.76 |                       |
| 6                 | Angelín Figueroa       | Porto Rico     | 4:17.68 |                       |
| 8                 | Addy Townsend*         | Canadá         | 4:24.41 | [ a ]                 |
| 9                 | Daily Cooper           | Cuba           | DNS     |                       |

### 5.000 metros
19 de agosto
| Posição           | Atleta           | Nacionalidade  | Tempo    | Notas                 |
| ----------------- | ---------------- | -------------- | -------- | --------------------- |
| Medalha de ouro   | Natosha Rogers   | Estados Unidos | 15:11.68 | Recorde do campeonato |
| Medalha de prata  | Fiona O'Keeffe   | Estados Unidos | 15:15.13 |                       |
| 9                 | Eleanor Fulton*  | Estados Unidos | 15:50.31 | [ a ]                 |
| Medalha de bronze | Rebecca Bassett  | Canadá         | 16:15.95 |                       |
| 4                 | Gracelyn Larkin  | Canadá         | 16:32.07 |                       |
| 5                 | Anisleidis Ochoa | Cuba           | 16:55.66 |                       |

### 10.000 metros
20 de agosto
| Posição           | Atleta            | Nacionalidade  | Tempo    | Notas                 |
| ----------------- | ----------------- | -------------- | -------- | --------------------- |
| Medalha de ouro   | Stephanie Bruce   | Estados Unidos | 33:12.42 | Recorde do campeonato |
| Medalha de prata  | Emily Lipari      | Estados Unidos | 33:54.61 |                       |
| Medalha de bronze | Beverly Ramos     | Porto Rico     | 35:01.33 |                       |
| 4                 | Paola Ramos       | Porto Rico     | 36:22.33 |                       |
| 5                 | Yumileydis Mestre | Cuba           | 39:48.55 |                       |

### 100 metros barreiras
Bateria – 19 de agosto
Vento: Bateria 1: -0.1 m/s, Bateria 2: -0.7 m/s
| Posição | Bateria | Atleta             | Nacionalidade  | Tempo | Notas |
| ------- | ------- | ------------------ | -------------- | ----- | ----- |
| 1       | 1       | Megan Tapper       | Jamaica        | 12.62 | Q     |
| 2       | 1       | Alaysha Johnson    | Estados Unidos | 12.68 | Q     |
| 3       | 2       | Tonea Marshall     | Estados Unidos | 12.75 | Q     |
| 4       | 2       | Devynne Charlton   | Bahamas        | 12.76 | Q     |
| 5       | 1       | Michelle Harrison  | Canadá         | 13.17 | Q     |
| 6       | 1       | Paola Vázquez      | Porto Rico     | 13.34 | q     |
| 7       | 1       | Greisys Robles     | Cuba           | 13.43 | q     |
| 8       | 1       | Denisha Cartwright | Bahamas        | 13.56 |       |
| 9       | 2       | Dalhiana Rouvillon | Guadalupe      | 13.65 | Q     |
| 10      | 2       | Nancy Sandoval     | El Salvador    | 14.22 |       |
| 99      | 2       | Crystal Morrison   | Jamaica        | DNS   |       |
| 99      | 2       | Mulern Jean        | Haiti          | DNS   |       |

Final – 20 de agosto
Vento: Bateria 1: -0.8 m/s
| Posição           | Raia | Atleta             | Nacionalidade  | Tempo | Notas |
| ----------------- | ---- | ------------------ | -------------- | ----- | ----- |
| Medalha de ouro   | 3    | Alaysha Johnson    | Estados Unidos | 12.62 |       |
| Medalha de prata  | 4    | Megan Tapper       | Jamaica        | 12.68 |       |
| Medalha de bronze | 6    | Devynne Charlton   | Bahamas        | 12.71 |       |
| 4                 | 5    | Tonea Marshall     | Estados Unidos | 12.75 |       |
| 5                 | 8    | Michelle Harrison  | Canadá         | 13.05 |       |
| 6                 | 2    | Paola Vázquez      | Porto Rico     | 13.44 |       |
| 7                 | 1    | Greisys Robles     | Cuba           | 13.63 |       |
| 8                 | 7    | Dalhiana Rouvillon | Guadalupe      | 14.00 |       |

### 400 metros barreiras
21 de agosto
| Posição           | Raia | Atleta          | Nacionalidade  | Tempo | Notas |
| ----------------- | ---- | --------------- | -------------- | ----- | ----- |
| Medalha de ouro   | 4    | Shiann Salmon   | Jamaica        | 54.22 |       |
| Medalha de prata  | 6    | Janieve Russell | Jamaica        | 54.87 |       |
| Medalha de bronze | 3    | Cassandra Tate  | Estados Unidos | 55.62 |       |
| 4                 | 7    | Grace Claxton   | Porto Rico     | 56.37 |       |
| 5                 | 8    | Deonca Bookman  | Estados Unidos | 57.30 |       |
| 6                 | 2    | Daniela Rojas   | Costa Rica     | 58.46 |       |
| 7                 | 5    | Noelle Montcalm | Canadá         | 58.84 |       |
| 8                 | 1    | Ashantie Carr   | Belize         | DSQ   | [ b ] |

### 3.000 metros com obstáculos
19 de agosto
| Posição          | Atleta                | Nacionalidade  | Tempo    | Notas                 |
| ---------------- | --------------------- | -------------- | -------- | --------------------- |
| Medalha de ouro  | Gabrielle Jennings    | Estados Unidos | 9:34.36  | Recorde do campeonato |
| Medalha de prata | Katie Rainsberger     | Estados Unidos | 9:40.74  |                       |
| 8                | Carmen Graves*        | Estados Unidos | 9:44.68  | [ a ]                 |
| 4                | Regan Yee             | Canadá         | 9:54.92  |                       |
| 5                | Grace Fetherstonhaugh | Canadá         | 9:59.65  |                       |
| 6                | Jessica Furlan*       | Canadá         | 10:13.32 | [ a ]                 |
| 7                | Alondra Negrón        | Porto Rico     | 10:35.96 |                       |

### Revezamento 4x100 m
21 de agosto
| Posição           | Raia | Nacionalidade     | Atletas                                                                  | Tempo | Notas |
| ----------------- | ---- | ----------------- | ------------------------------------------------------------------------ | ----- | ----- |
| Medalha de ouro   |      | Estados Unidos    | Javianne Oliver, Teahna Daniels, Morolake Akinosun, Celera Barnes        | 42.35 |       |
| Medalha de prata  |      | Bahamas           | Printassia Johnson, Anthonique Strachan, Devynne Charlton, Tynia Gaither | 43.34 |       |
| Medalha de bronze |      | Jamaica           | Natalliah Whyte, Natasha Morrison, Briana Williams, Megan Tapper         | 43.39 |       |
| 4                 |      | Trinidad e Tobago | Khalifa St. Fort, Mauricia Prieto, Reyare Thomas, Shaniqua Bascombe      | 43.81 |       |
| 5                 |      | Cuba              | Laura Moreira, Enis Pérez, Greisys Roble, Yunisleidy García              | 44.46 |       |

### Revezamento 4x400 m
21 de agosto
| Posição          | Raia | Nacionalidade  | Atletas                                                                | Tempo   | Notas                 |
| ---------------- | ---- | -------------- | ---------------------------------------------------------------------- | ------- | --------------------- |
| Medalha de ouro  |      | Estados Unidos | Kaylin Whitney, Kyra Jefferson, A'Keyla Mitchell, Jaide Stepter Baynes | 3:23.54 | Recorde do campeonato |
| Medalha de prata |      | Jamaica        | Andrenette Knight, Junelle Bromfield, Shiann Salmon, Janieve Russell   | 3:26.32 |                       |

### 20 km marcha atlética
20 de agosto
| Posição           | Atleta         | Nacionalidade       | Tempo      | Penalidade | Notas                 |
| ----------------- | -------------- | ------------------- | ---------- | ---------- | --------------------- |
| Medalha de ouro   | Guatemala      | Mirna Ortiz         | 1:40:04.78 | <          | Recorde do campeonato |
| Medalha de prata  | Estados Unidos | Robyn Stevens       | 1:40:47.16 |            |                       |
| Medalha de bronze | Estados Unidos | Maria Michta-Coffey | 1:42:14.32 |            |                       |
| 5                 | Estados Unidos | Stephanie Casey*    | 1:44:07.08 |            | [ a ]                 |
| 4                 | Cuba           | Yuniabel Contreras  | 1:57:27.51 |            |                       |
| 9                 | Estados Unidos | Miranda Melville    | DSQ        | <<<<       |                       |

### Salto em altura
19 de agosto
| Posição           | Atleta                | Nacionalidade            | 1.60 | 1.65 | 1.70 | 1.75 | 1.78 | 1.81 | 1.84 | 1.87 | 1.92 | Resultado | Notas                 |
| ----------------- | --------------------- | ------------------------ | ---- | ---- | ---- | ---- | ---- | ---- | ---- | ---- | ---- | --------- | --------------------- |
| Medalha de ouro   | Vashti Cunningham     | Estados Unidos           | –    | –    | –    | –    | –    | –    | o    | o    | o    | 1.92      | Recorde do campeonato |
| Medalha de prata  | Rachel Glenn          | Estados Unidos           | –    | –    | –    | xo   | o    | xo   | xo   | xxx  |      | 1.84      |                       |
| Medalha de bronze | Ximena Esquivel       | México                   | –    | –    | o    | o    | o    | o    | xxx  |      |      | 1.81      |                       |
| 4                 | Sakari Famous         | Bermudas                 | –    | –    | o    | xo   | o    | xxx  |      |      |      | 1.78      |                       |
| 5                 | Claudina Díaz         | México                   | –    | xo   | o    | xxo  | o    | xxx  |      |      |      | 1.78      |                       |
| 6                 | Kimberly Williamson   | Jamaica                  | –    | –    | –    | xxo  | –    | xxx  |      |      |      | 1.75      |                       |
| 6                 | Barbara Bitchoka      | Canadá                   | o    | o    | o    | xxo  | xxx  |      |      |      |      | 1.75      |                       |
| 8                 | Yashira Rhymer-Stuart | Ilhas Virgens Americanas | xo   | o    | xxx  |      |      |      |      |      |      | 1.65      |                       |
| 8                 | Dacsy Brisón          | Cuba                     | –    | –    | xxx  |      |      |      |      |      |      | NM        |                       |
| 9                 | Marysabel Senyu       | República Dominicana     |      |      |      |      |      |      |      |      |      | DNS       |                       |
| 9                 | Priscillia Fonds      | Guadalupe                |      |      |      |      |      |      |      |      |      | DNS       |                       |

### Salto com vara
20 de agosto
| Posição           | Atleta                  | Nacionalidade  | 3.80 | 3.90 | 4.00 | 4.10 | 4.20 | 4.25 | 4.30 | 4.35 | 4.40 | 4.45 | 4.50 | 4.60 | Resultado | Notas |
| ----------------- | ----------------------- | -------------- | ---- | ---- | ---- | ---- | ---- | ---- | ---- | ---- | ---- | ---- | ---- | ---- | --------- | ----- |
| Medalha de ouro   | Alina McDonald          | Estados Unidos | –    | –    | o    | o    | o    | –    | o    | –    | o    | –    | o    | xxx  | 4.50      |       |
| Medalha de prata  | Emily Grove             | Estados Unidos | –    | –    | o    | xxo  | xo   | –    | xxo  | –    | xxx  |      |      |      | 4.40      |       |
| Medalha de bronze | Rachel Hyink            | Canadá         | –    | xxo  | xo   | xxo  | xo   | xxx  |      |      |      |      |      |      | 4.20      |       |
| 4                 | Aslin Quiala            | Cuba           | –    | –    | o    | xxx  |      |      |      |      |      |      |      |      | 4.00      |       |
| 5                 | Viviana Quintana        | Porto Rico     | –    | xo   | o    | xxx  |      |      |      |      |      |      |      |      | 4.00      |       |
| 6                 | Robin Bone              | Canadá         | xo   | xo   | o    | xxx  |      |      |      |      |      |      |      |      | 4.00      |       |
| 7                 | Diamara Planell         | Porto Rico     | –    | o    | xxx  |      |      |      |      |      |      |      |      |      | 3.90      |       |
| 8                 | Andrea Michelle Velasco | El Salvador    | xxx  |      |      |      |      |      |      |      |      |      |      |      | NM        |       |

### Salto em comprimento
20 de agosto
| Posição           | Atleta            | Nacionalidade  | #1   | #2   | #3   | #4   | #5   | #6   | Resultado | Notas |
| ----------------- | ----------------- | -------------- | ---- | ---- | ---- | ---- | ---- | ---- | --------- | ----- |
| Medalha de ouro   | Quanesha Burks    | Estados Unidos | 6.34 | 6.59 | 6.75 | x    | 6.43 | 6.46 | 6.75      |       |
| Medalha de prata  | Christabel Nettey | Canadá         | 6.22 | 6.42 | 6.44 | 6.46 | 6.37 | 6.37 | 6.46      |       |
| Medalha de bronze | Chanice Porter    | Jamaica        | 6.39 | x    | x    | 6.34 | 6.39 | 6.43 | 6.43      |       |
| 4                 | Thea LaFond       | Dominica       | 5.99 | 6.15 | 5.97 | 5.94 | 6.20 | 6.34 | 6.34      |       |
| 5                 | Paola Fernández   | Porto Rico     | 6.22 | 6.20 | x    | x    | 6.31 | 6.27 | 6.31      |       |
| 6                 | Tiffany Flynn     | Estados Unidos | 6.21 | 6.26 | 6.27 | 6.12 | 6.14 | 6.14 | 6.27      |       |
| 7                 | Allysbeth Felix   | Porto Rico     | 6.24 | 6.20 | 6.16 | x    | 6.09 | 6.14 | 6.24      |       |
| 8                 | Thelma Fuentes    | Guatemala      | 5.85 | x    | 5.73 | 5.80 | x    | 5.53 | 5.85      |       |
| 9                 | Ashantie Carr     | Belize         | 5.26 | 5.53 | 5.30 |      |      |      | 5.53      |       |

### Salto triplo
21 de agosto
| Posição           | Atleta              | Nacionalidade            | #1    | #2    | #3    | #4    | #5    | #6    | Resultado | Notas                 |
| ----------------- | ------------------- | ------------------------ | ----- | ----- | ----- | ----- | ----- | ----- | --------- | --------------------- |
| Medalha de ouro   | Thea LaFond         | Dominica                 | 13.78 | x     | 14.18 | x     | x     | 14.49 | 14.49     | Recorde do campeonato |
| Medalha de prata  | Keturah Orji        | Estados Unidos           | 13.64 | 14.32 | x     | x     | x     | x     | 14.32     |                       |
| Medalha de bronze | Davisleidys Velazco | Cuba                     | x     | 14.08 | 13.97 | 13.46 | 13.74 | x     | 14.08     |                       |
| 4                 | Tamara Myers        | Bahamas                  | x     | 13.62 | 13.69 | x     | x     | x     | 13.69     |                       |
| 5                 | Arianna Fisher      | Estados Unidos           | 12.96 | 12.85 | x     | x     | x     | 12.72 | 12.96     |                       |
| 6                 | Thelma Fuentes      | Guatemala                | 12.31 | 12.50 | 12.54 | 12.62 | 12.55 | x     | 12.62     |                       |
| 9                 | Mikeisha Welcome    | São Vicente e Granadinas |       |       |       |       |       |       | DNS       |                       |
| 9                 | Ana José Tima       | República Dominicana     |       |       |       |       |       |       | DNS       |                       |

### Arremesso de peso
21 de agosto
| Posição           | Atleta             | Nacionalidade            | #1    | #2    | #3    | #4    | #5    | #6    | Resultado | Notas                 |
| ----------------- | ------------------ | ------------------------ | ----- | ----- | ----- | ----- | ----- | ----- | --------- | --------------------- |
| Medalha de ouro   | Sarah Mitton       | Canadá                   | 18.74 | 19.17 | 20.15 | 18.89 | 19.72 | x     | 20.15     | Recorde do campeonato |
| Medalha de prata  | Jessica Woodard    | Estados Unidos           | 15.78 | 17.02 | 18.73 | 18.37 | x     | 18.82 | 18.82     |                       |
| Medalha de bronze | Jessica Ramsey     | Estados Unidos           | 18.45 | 17.97 | x     | 18.74 | x     | 18.30 | 18.74     |                       |
| 4                 | Lloydrecia Cameron | Jamaica                  | 16.19 | 16.31 | 16.40 | x     | 15.95 | 16.42 | 16.42     |                       |
| 5                 | Layselis Jiménez   | Cuba                     | 15.94 | 15.92 | 15.67 | 16.03 | 16.10 | 15.57 | 16.10     |                       |
| 6                 | Maia Campbell      | Ilhas Virgens Americanas | x     | 14.03 | x     | 14.03 | 14.24 | 13.99 | 14.24     |                       |
| 7                 | Priscilla Fonds    | Guadalupe                | 12.48 | –     | x     | –     | –     | 12.18 | 12.48     |                       |

### Lançamento de disco
19 de agosto
| Posição           | Atleta                   | Nacionalidade     | #1    | #2    | #3    | #4    | #5    | #6    | Resultado | Notas                 |
| ----------------- | ------------------------ | ----------------- | ----- | ----- | ----- | ----- | ----- | ----- | --------- | --------------------- |
| Medalha de ouro   | Laulauga Tausaga-Collins | Estados Unidos    | 62.21 | 63.18 | 60.08 | 58.85 | 60.58 | x     | 63.18     | Recorde do campeonato |
| Medalha de prata  | Denia Caballero          | Cuba              | 58.09 | x     | x     | x     | 55.57 | 61.86 | 61.86     |                       |
| Medalha de bronze | Rachel Dincoff           | Estados Unidos    | 57.61 | x     | 58.43 | 58.98 | x     | 61.56 | 61.56     |                       |
| 4                 | Silinda Morales          | Cuba              | 59.22 | 59.84 | 58.11 | 60.73 | 58.14 | 59.02 | 60.73     |                       |
| 5                 | Samantha Hall            | Jamaica           | 57.70 | x     | 52.90 | x     | x     | 57.21 | 57.70     |                       |
| 6                 | Tiara Derosa             | Bermudas          | x     | 45.77 | 46.42 | x     | 44.71 | 46.22 | 46.42     |                       |
| 7                 | Lalenii Grant            | Trinidad e Tobago | x     | x     | 39.64 | 43.40 | 43.97 | x     | 43.97     |                       |

### Lançamento de martelo
19 de agosto
| Posição           | Atleta             | Nacionalidade  | #1    | #2    | #3    | #4    | #5    | #6    | Resultado | Notas |
| ----------------- | ------------------ | -------------- | ----- | ----- | ----- | ----- | ----- | ----- | --------- | ----- |
| Medalha de ouro   | Janee' Kassanavoid | Estados Unidos | 64.74 | 69.95 | x     | x     | x     | 71.51 | 71.51     |       |
| Medalha de prata  | Brooke Andersen    | Estados Unidos | x     | x     | x     | x     | 68.66 | x     | 68.66     |       |
| Medalha de bronze | Jillian Weir       | Canadá         | 64.27 | x     | x     | x     | 66.20 | 65.83 | 66.20     |       |
| 4                 | Yaritza Martínez   | Cuba           | 62.34 | 61.05 | 62.84 | 58.28 | 62.89 | x     | 62.89     |       |
| 5                 | Kaila Butler       | Canadá         | x     | 60.73 | 59.02 | x     | 60.60 | 59.59 | 60.73     |       |
| 6                 | Tahejee Thurston   | Bahamas        | x     | 54.86 | x     | 52.99 | x     | x     | 54.86     |       |

### Lançamento de dardo
21 de agosto
| Posição           | Atleta          | Nacionalidade  | #1    | #2    | #3    | #4    | #5    | #6    | Resultado | Notas                 |
| ----------------- | --------------- | -------------- | ----- | ----- | ----- | ----- | ----- | ----- | --------- | --------------------- |
| Medalha de ouro   | Kara Winger     | Estados Unidos | 57.17 | 64.68 | 56.46 | x     | 60.10 | 58.84 | 64.68     | Recorde do campeonato |
| Medalha de prata  | Ariana Ince     | Estados Unidos | 59.69 | x     | x     | 54.21 | x     | 53.07 | 59.69     |                       |
| Medalha de bronze | Rhema Otabor    | Bahamas        | 50.35 | 57.91 | x     | x     | x     | x     | 57.91     |                       |
| 4                 | Coralys Ortiz   | Porto Rico     | 54.15 | 54.12 | 55.68 | x     | 54.86 | 53.53 | 55.68     |                       |
| 5                 | Liz Gleadle     | Canadá         | x     | 54.11 | 55.56 | x     | 55.25 | 54.46 | 55.56     |                       |
| 6                 | Sophia Rivera   | Porto Rico     | 48.28 | 49.63 | x     | 46.76 | 49.50 | 47.86 | 49.63     |                       |
| 7                 | Priscilla Fonds | Guadalupe      | 40.19 | 39.32 | 33.56 | x     | 38.80 | 38.25 | 40.19     |                       |

## Resultado misto

### Revezamento 4x400 m
20 de agosto
| Posição           | Raia | Nacionalidade  | Atletas                                                             | Tempo   | Notas                 |
| ----------------- | ---- | -------------- | ------------------------------------------------------------------- | ------- | --------------------- |
| Medalha de ouro   |      | Estados Unidos | Quincy Hall, Jaide Stepter Baynes, Ismail Turner, Kaylin Whitney    | 3:12.05 | Recorde do campeonato |
| Medalha de prata  |      | Jamaica        | Demish Gaye, Junelle Bromfield, Karayme Bartley, Andrenette Knight  | 3:14.08 |                       |
| Medalha de bronze |      | Cuba           | Reinier Pintado, Roxana Gómez, Lázaro Rodríguez, Lisneidy Veitía    | 3:20.35 |                       |
| 4                 |      | Guadalupe      | Aymeric Fermely, Dalhiana Rouvillon, Allan Lacroix, Tamara Guerrier | 3:33.61 |                       |

Legenda
| Recorde mundial       | Recorde mundial (World record)               |                       | Recorde africano                      | Recorde africano (African) |                                           | Q | Classificado por posição (Qualified) |
| Recorde do campeonato | Recorde do campeonato (Championship record)  | Recorde da América    | Recorde da América (Americas)         | q                          | Classificado por melhor tempo (Qualified) |   |                                      |
| Melhor marca do ano   | Melhor marca do ano (World leading)          | Recorde asiático      | Recorde asiático (Asian)              | DNS                        | Não largou (Did not start)                |   |                                      |
| Recorde nacional      | Recorde nacional (National record)           | Recorde europeu       | Recorde europeu (European)            | DNF                        | Não terminou (Did not finish)             |   |                                      |
| Recorde pessoal       | Recorde pessoal do atleta (Personal best)    | Recorde da Oceania    | Recorde da Oceania (Oceania)          | DSQ / DQ                   | Desclassificado (Disqualified)            |   |                                      |
| Recorde da temporada  | Recorde da temporada do atleta (Season best) | Recorde sul-americano | Recorde sul-americano (South America) | NM                         | Sem marca (No mark)                       |   |                                      |